# ERS Railways

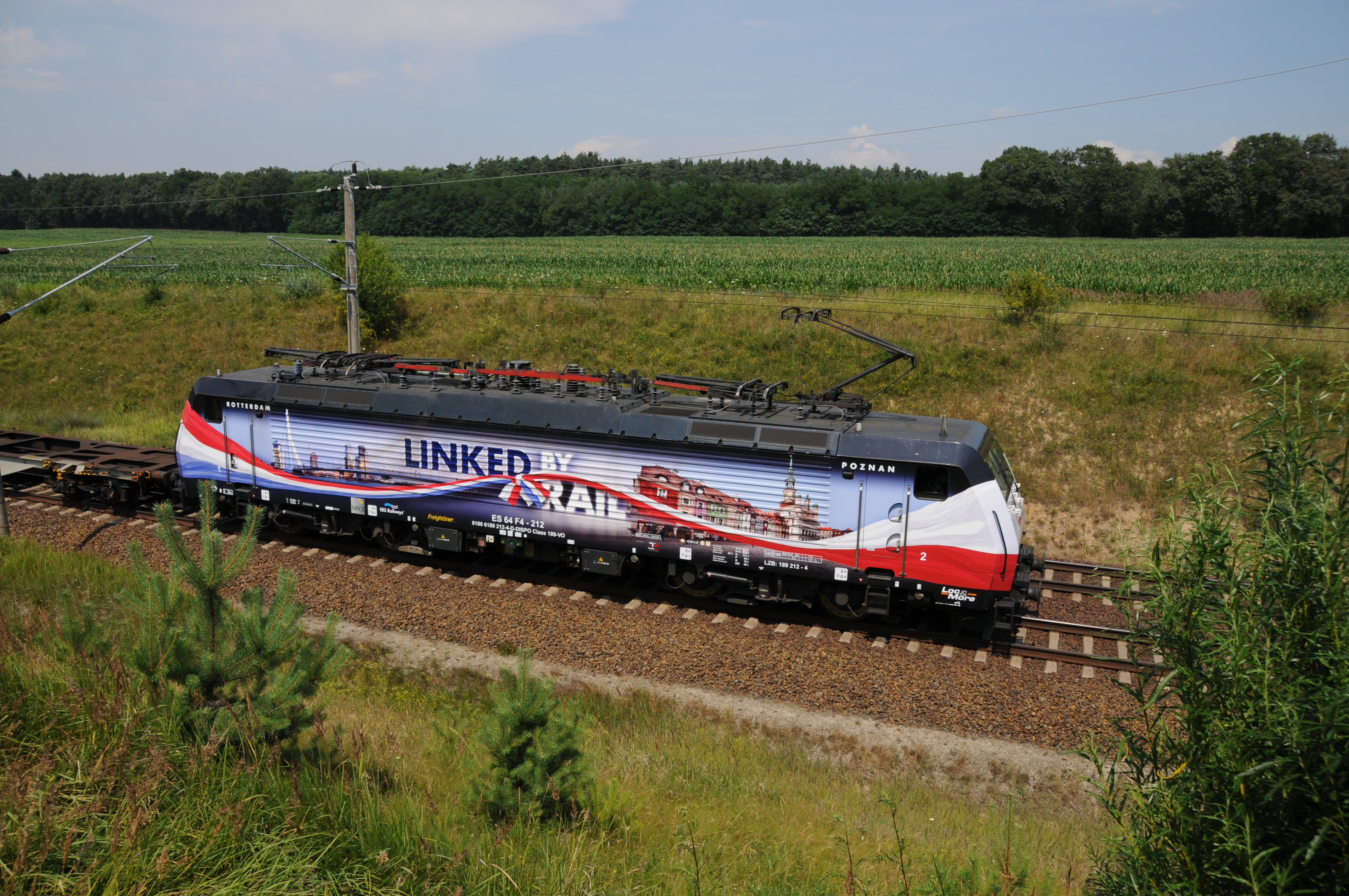
ERS-locomotief op de route Rotterdam - Poznań

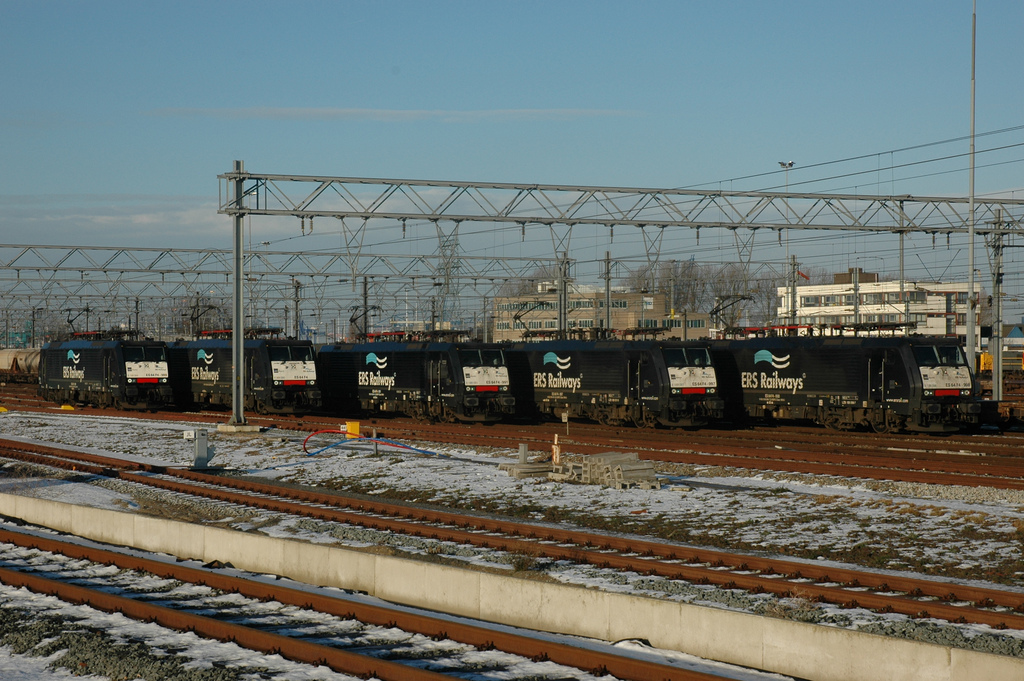
Siemens ES 64 F4 Elektrische locomotieven met ERS Railways logo op het rangeerterrein Waalhaven-Zuid te Rotterdam

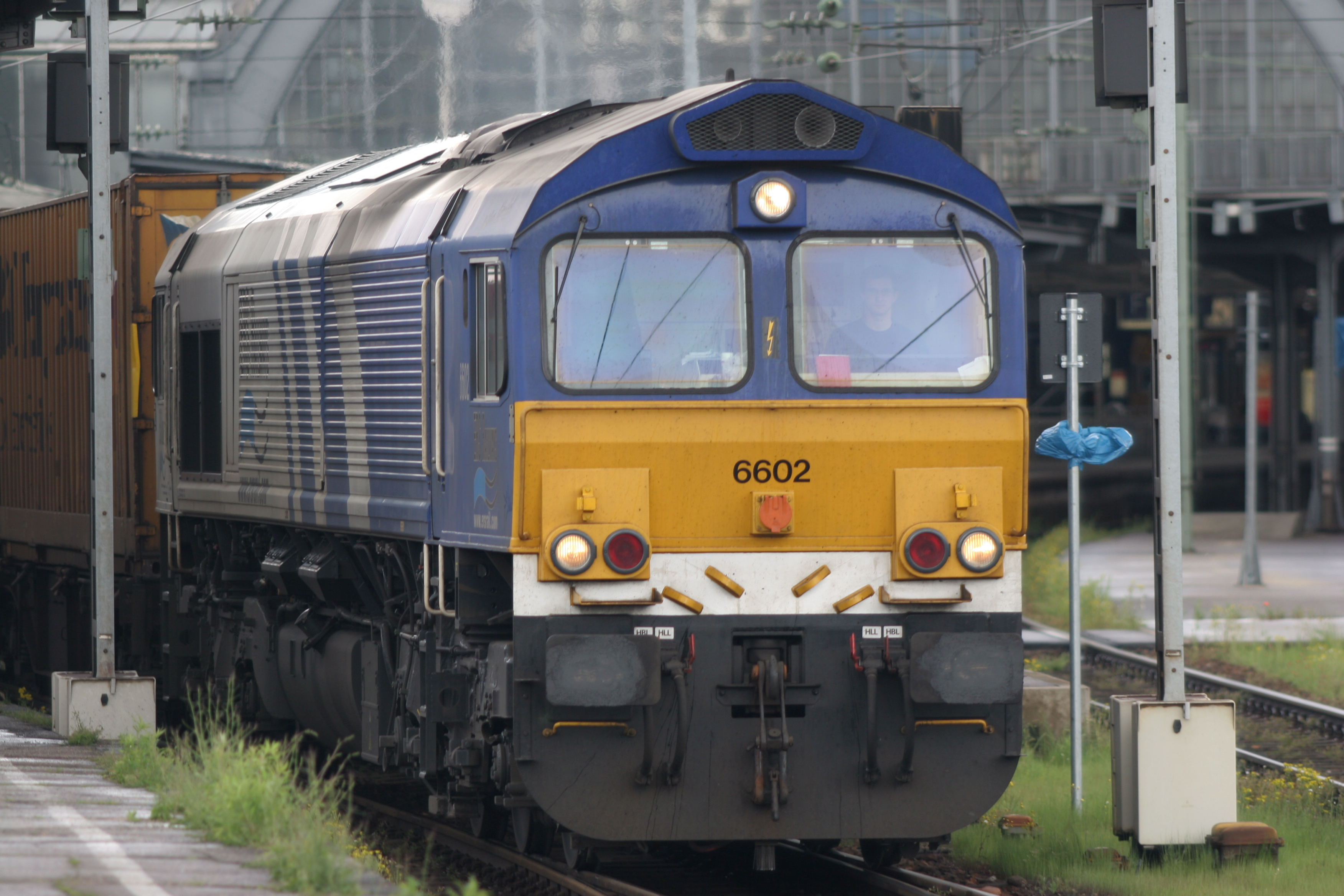
Class 66-locomotief van ERS Railways in Karlsruhe

ERS Railways GmbH is een Nederlandse private spoorwegonderneming die actief is op het Europese spoorwegnet.

## Geschiedenis
ERS Railways werd in 1994 opgericht als nieuwe speler op de Europese railgoederenvervoermarkt. Deelnemers waren de drie grote containerrederijen P&O, Sealand Services, Nedlloyd en NS Cargo. De naam van de onderneming was European Rail Shuttle (ERS). De bedrijven werkten samen om te kunnen profiteren van de privatisering van de spoorwegen. Na een verloop van tijd trok NS Cargo zich terug uit het project, haar plaats werd overgenomen door Maersk Line. ERS verzorgde treinen voor containervervoer tussen Rotterdam en bestemmingen in Duitsland en Italië. Gedurende de eerste jaren was ERS alleen aanbieder van intermodale oplossingen. Het bedrijf bood haar klanten een verbinding aan tussen diverse plekken, maar was voor het rijden van deze treinen afhankelijk van de diverse staatsspoorwegen. In 2002 werd de naam ERS veranderd in ERS Railways en begon men met eigen locomotieven te rijden. Door deze verandering werd ERS Railways een spoorwegonderneming en verkreeg het vergunningen om in Nederland, België en Duitsland zelf treinen te kunnen rijden. In 2002 werd de onderneming grootaandeelhouder in het Duitse bedrijf BoxXpress. In 2006/2007 had ERS Railways 17 locomotieven voor lange afstand die op diesel reden. In 2009 begon ERS Railways met het verminderen van het gebruik van diesellocomotieven door ze te vervangen voor elektrische locomotieven. Sinds december 2012 rijdt ERS Railways uitsluitend met elektrische locomotieven. Het bedrijf is aangesloten bij Verenigd Inkoop en Verbruik van Energie op het Nederlandse Spoorwegnet (VIVENS). In augustus 2013 verkocht Maersk zijn belang in de onderneming aan de Britse railgoederenvervoerder Freightliner Ltd., die een groot aandeel heeft in de Britse markt, maar ook routes rijdt in Australië en Polen.

## Vervoer
ERS Railways rijdt momenteel containertreinen op de volgende trajecten:
- Waalhaven/Europoort - Melzo (12x per week)
- Waalhaven/Europoort - Poznań (6x per week)
- Bremerhaven - Augsburg (5x per week)
- Bremerhaven - Kornwestheim (5x per week)
- Bremerhaven - Mannheim (3x per week)
- Bremerhaven - München (6x per week)
- Bremerhaven - Nürnberg (5x per week)
- Bremerhaven - Ulm (3x per week)
- Hamburg - Kornwestheim (5x per week)
- Hamburg - München (5x per week)
- Hamburg - Nürnberg (5x per week)
- Hamburg - Ulm (8x per week)

### Routes
- De treinen van/naar Italië van ERS Railways rijden via de 'Brabant-route' en Venlo of de Betuweroute en Emmerich de grens over.
- De treinen van/naar Polen rijden via Bad Bentheim en Frankfurt Oderbrücke.

De treinen van en naar Melzo worden in Zwitserland en Italië gereden door BLS. De treinen van en naar Poznan worden gereden door Freightliner Polen.

## Tractie
Sinds 2002 rijdt ERS Railways treinen met eigen tractie. Daarvoor werd al het vervoer uitbesteed aan NS Cargo, dat later Railion Nederland werd. In de beginperiode werden er 17 diesellocomotieven van het type Class 66 en 2 diesellocomotieven van het type G1206 ingezet. ERS Railways gebruikt voornamelijk elektrische locomotieven van Siemens en worden er alleen diesels gebruikt in het Rotterdamse havengebied. Incidenteel duiken andere locomotieven op. Deze worden door de leasemaatschappij uitgeleend bij een defect aan een van de vaste locomotieven.

### Inzetbare locomotieven in Nederland
De volgende locomotieven worden in Nederland ingezet.
| Aanduiding | Type   | In dienst sinds | Leasemaatschappij | Opmerkingen                               |
| ---------- | ------ | --------------- | ----------------- | ----------------------------------------- |
| 189 202    | BR 189 | juni 2014       | MRCE              | Dispolok geel/grijs met ERS Railways-logo |
| 189 203    | BR 189 | mei 2014        | MRCE              | Dispolok geel/grijs met ERS Railways-logo |
| 189 211    | BR 189 | 2014            | MRCE              | ERS Railways-logo                         |
| 189 212    | BR 189 | april 2012      | MRCE              | Complete Linked by Rail-bestickering      |
| 189 213    | BR 189 | 2014            | MRCE              | Complete Linked by Rail-bestickering      |

## Overige onderdelen
Naast ERS Railways heeft ERS ook een aandeel in de Duitse railvervoerder BoxXpress, die alle ERS-treinen van en naar Hamburg en Bremerhaven rijdt.

## Terminals
- In Rotterdam worden de containers geladen op het Rail Service Center Waalhaven en P&O Ferries Europoort.
- In Italië worden de containers geladen op de Sogemar Terminal.
- In Polen worden de containers geladen op de CLIP Terminal.